# Riverside School (Prága)
A Riverside School nemzetközi nonprofit magániskola Csehország fővárosában, Prágában. Angol nyelven tanítja diákjait óvodától kezdve tizenkettedik osztályig. Az iskolát 1994-ben nyitották meg, tantervét a Brit Nemzeti Tanterv alapján hozták létre. A tanulók részt vehetnek az IGCSE vizsgákon és az International Baccalaureate (IB) diplomaprogramon. Az iskola igazgatói Graeme Chisholm és Al Falk. Az iskolát egy bizottság irányítja.

## Campusok
A Riverside School négy különböző épületben működik Prága 6. kerületében. Az óvoda (Early Years) Bubeneč-ben található, általában 60 gyereket fogad be egyszerre. Az épülethez tartozik egy nagy kert, egy szülői társalgó, egy kisgyerekeknek kialakított edzőterem és étkező. Az általános iskola épületei a Moldva-folyó partján találhatóak, Sedlecben. Az egyetlen campus, ami Prága külvárosi részén található. Az iskolának saját kisméretű foci-, kézilabda-, és kosárlabdapályája van. A folyó közelsége miatt kenuzásra is ad lehetőséget a Riverside. A felső tagozat (5–8. osztály) 2017-ben beköltözött a középiskola Hradčanskán található épületébe, mivel fel kellett újítani a sedleci campust. Ennek köszönhetően a középiskolának át kellett költöznie a Riverside Művészeti Központba. A középiskola épülete a Letná park közelében, a Hradčanskánál található. Ha szükséges, az iskola ajánl tanulóinak lakhatást is.

## Akkreditációk
- Brit Nemzetközi Iskolák Tanácsa
- AAIAC
- Nemzetközi Iskolák Tanácsa
- International Baccalaureate World School
- Iskolák és Főiskolák Új-angliai Szövetsége
- Független Iskolák Tanácsa